# Morane-Saulnier H
Die Morane-Saulnier Typen G und H waren französische Monoplane oder Eindecker und wurden als Sportflugzeuge, später als Aufklärungs- und Jagdflugzeuge im Ersten Weltkrieg verwendet.

## Entwicklung
Die einsitzige Morane-Saulnier Type H oder MoS Type 2 und die fast baugleiche zweisitzige Typ G wurden 1912 von den Brüdern Léon und Robert Morane und deren Freund Raymond Saulnier als Sportflugzeuge aus dem Type A entwickelt. Beide Typen waren Schulterdecker mit Leinenbespannung und Verwindungssteuerung; sie wurden 1913 zusammen mit dem „Parasol“ Type L auf der Pariser Luftfahrtschau ausgestellt und gingen danach in die Serienfertigung. Ihr fortschrittliches Design mit dem vollständig verkleideten Flugzeugrumpf war fortan wegweisend für die europäische Luftfahrt.

### Type H
Die französischen Luftstreitkräfte bestellten 26 Flugzeuge vom Type H, und das britische Royal Flying Corps ließ sich aus Hendon einige vom britischen Hersteller Grahame-White in Lizenz gefertigte Flugzeuge liefern. Weitere Flugzeuge gingen nach Russland, an die Aviation Militaire Belge, die portugiesische Aeronáutica Militar, die dänische Fliegertruppe und die k.u.k. Marineflieger in Österreich-Ungarns. 40 Flugzeuge wurden von der osmanischen Fliegertruppe bestellt. Eine im Juni 1915 in der Schweiz notgelandete französische Type H wurde von der schweizerischen Fliegertruppe übernommen.
In Deutschland erwarben die Pfalz-Flugzeugwerke in Speyer ebenfalls eine Baulizenz und belieferten die königlich-bayerische Fliegertruppe mit ihren A- und E-Typen, welche mit zunehmend stärkeren Motoren und letztere ab 1915 mit synchronisiertem Maschinengewehr ausgerüstet wurden. Auch Anton Fokker, ein holländischer Flugpionier und Gründer der Fokker Aeroplanbau GmbH in Schwerin, orientierte sich 1913 beim Bau seines Fokker M.5 an der Morane; aus diesem Flugzeug entwickelte Fokker 1915 weitere Typen, darunter die Fokker E.I, das erste fronttaugliche deutsche Jagdflugzeug.

### Type G / GA
Die zweisitzige Type G unterschied sich von der Einsitzerversion H äußerlich nur durch die etwas größere Spannweite und Flügelfläche. Allerdings war sie durch ihr größeres Gewicht ca. 20 km/h langsamer als der Einsitzer. Die französischen Luftstreitkräfte bestellte 94 Flugzeuge dieses Typs, in Russland wurde sie von Dux in Lizenz für die russische Fliegertruppe gefertigt. Neben Schweden nahm auch die spanische Aeronáutica Militar die Type G in Dienst und setzte drei Flugzeuge bis 1916 in Marokko ein. Eine der Maschinen ist erhalten und im Museo del Aire in Madrid ausgestellt.
Als Wasserflugzeuge mit Schwimmern ausgerüstet, wurden die Type GA (60 PS Gnôme-Motor) oder GB (80 PS Le-Rhône-Motor) produziert.
1915 wurden einzelne Type G als Einsitzer gebaut, diese gingen aber nicht in Serie.

### Type WR
Für Russland wurde auch eine Version WR mit vor den Tragflächen angebrachter Glaskabine gefertigt.

## Flugsporterfolge und Kriegseinsatz
Die Morane-Saulnier Typen G und H nahmen in der Vorkriegszeit an zahlreichen Flugsportwettbewerben teil: Im September 1912 erzielte Georges Legagneux einen Höhenrekord. Roland Garros flog im Dezember 1912 mit einer Type H von Tunis nach Rom und gewann beim zweiten internationalen Luftfahrtwettbewerb im Juni 1913 in Wiener Neustadt einen Preis für sein präzises Landemanöver. Am 20. Juni 1913 startete Marcel Brindejonc zu seinem aufsehenerregenden Flug über Europa, der ihn in 13 Stunden über 1.360 km von Villacoublay nach Warschau mit Zwischenlandungen in Wanne und Berlin führte, um dann über St. Petersburg, Stockholm, Kopenhagen und La Haye am 2. Juli wieder nach Paris zurückzukehren. Seine Morane bewältigte die 5.000 km lange Tour ohne Probleme. Eine Wasserflugzeugversion nahm erfolgreich am Schneider Trophy Rennen für Wasserflugzeuge in Monaco teil, und Garros gewann den Grand Prix beim italienischen Wasserflugzeugwettbewerb am Comer See. Am 20. September 1913 siegte Gustave Hamel beim Aerial Derby in England mit einer Durchschnittsgeschwindigkeit von 122 km/h, später beeindruckte er das englische Publikum als Flugakrobat mit seinen Loopings. Am 23. September überflog Garros in 7 Stunden und 53 Minuten non-stop das Mittelmeer, von Fréjus in Südfrankreich über Korsika und Sardinien nach Bizerta in Tunesien, wo er nach der 740 km langen Flugstrecke mit nur noch 5 von 200 Litern Benzin im Tank landete. Lieutenant Ronin nahm am 16. Oktober 1916 den ersten Flugpostdienst zwischen Villacoublay und Pouillac bei Bordeaux auf. Marc Pourpe legte vom 4. Januar bis zum 3. Februar 1914 mit vier Zwischenlandungen die 4.400 km eine lange Strecke in Afrika zurück, bei denen er u. a. bei Kairo in Ägypten und Khartum im Sudan landete. W.L. Brock schließlich gewann den Aerial Derby 1914.
Bei Kriegsbeginn 1914 wurden einige Type H zur Verteidigung von Paris eingesetzt. Ihre Kampfkraft war jedoch gering, da die Piloten nur über Handfeuerwaffen verfügten. Die Type H blieb bis Mitte 1915 im Einsatz. Die Type G wurde noch länger zur Flugausbildung genutzt; die russische Luftstreitkräften verwendeten sie auch an der Front, obwohl sie über keine hinreichende Bewaffnung verfügten. So erregte der russische Pilot Kasakow Aufsehen, der am Heck seines Flugzeugs mit einem Seil angebrachten Reißhaken auswarf, um gegnerische Flugzeuge damit zu beschädigen und zum Absturz zu bringen. Sein Fliegerkamerad Nesterow brachte in einem tödlichen Rammangriff mit seiner Morane-Saulnier G ein österreichisches Flugzeug zum Absturz. Einige Morane-Saulnier G wurden noch 1918 im Russischen Bürgerkrieg verwendet.
Mitte 1915 wurden die Typen G und H allmählich durch die Morane-Saulnier N abgelöst.

### Technische Daten
| Kenngröße             | Daten Typ H                                               |
| --------------------- | --------------------------------------------------------- |
| Besatzung             | 1                                                         |
| Länge                 | 5,84 m                                                    |
| Spannweite            | 9,12 m                                                    |
| Höhe                  | 2,26 m                                                    |
| Leermasse             | 188 kg                                                    |
| Startmasse            | 444 kg                                                    |
| Höchstgeschwindigkeit | 140 km/h                                                  |
| Dienstgipfelhöhe      | 1000 m                                                    |
| Reichweite            | 177 km                                                    |
| Triebwerke            | ein Gnôme- oder Le Rhône 9C-Umlaufmotor mit 80 PS (59 kW) |

## Bilder

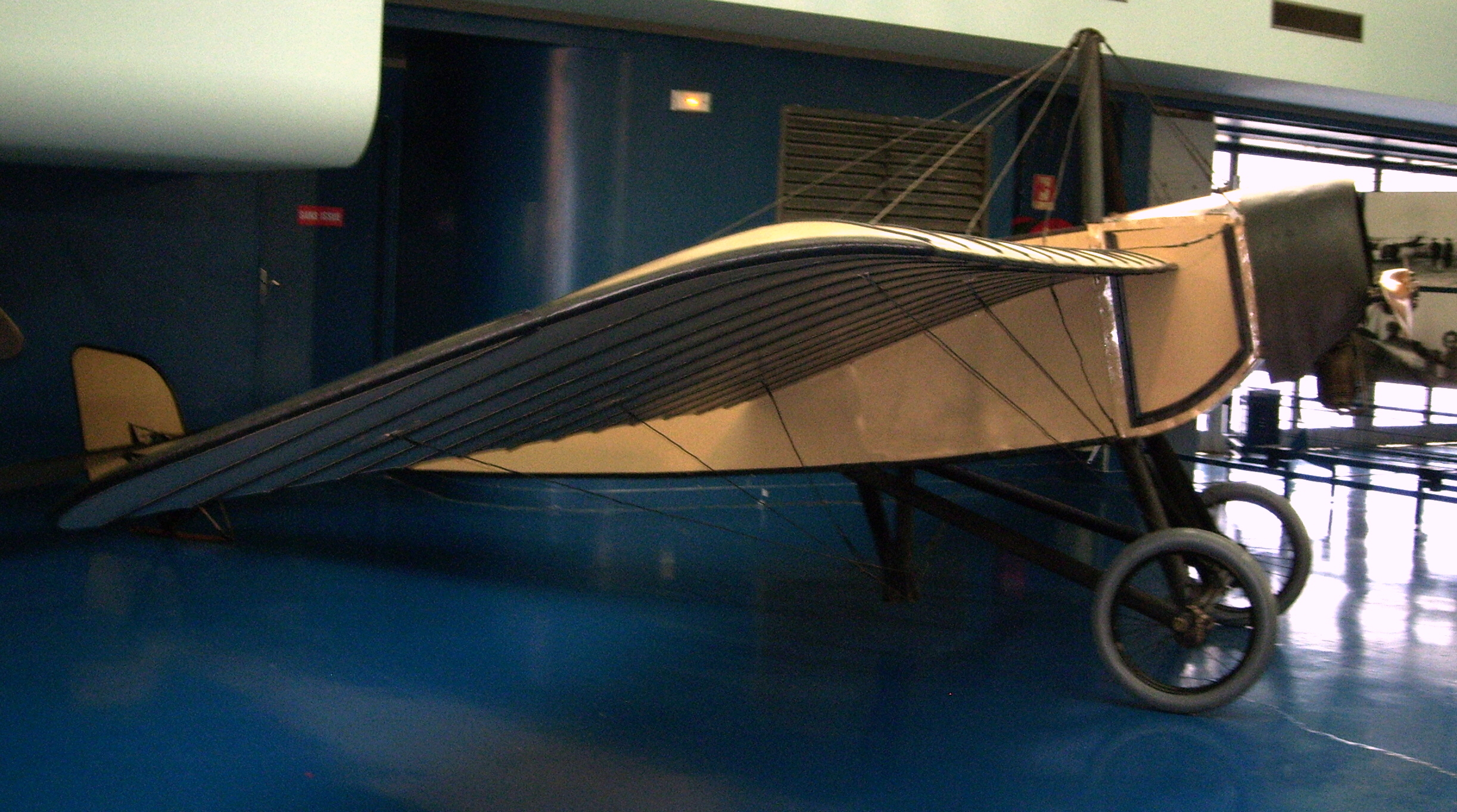
Morane Saulnier Type H im Musée de l’air et de l’espace am Flughafen Le Bourget
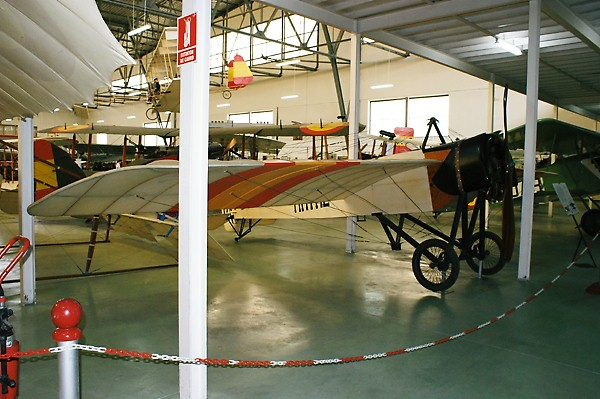
Morane-Saulnier G „Artal“ im Museo del Aire in Madrid
Von der schweizerischen Armee beschlagnahmter Type H
Das schweizerische Flugzeuggeschwader in Dübendorf, im Vordergrund eine internierte Morane-Saulnier Type H